# Funiculaire de la rue Terme
Le funiculaire ou « Ficelle » de la rue Terme est une ancienne ligne du funiculaire de Lyon. Cette ligne, située dans le 1er arrondissement, reliait le bas des pentes de la Croix-Rousse (rue Terme) au plateau de la Croix-Rousse (boulevard de la Croix-Rousse), au nord de la ville.
Avec une longueur de 489 mètres et deux stations, elle était l'une des plus courtes lignes du réseau. Construite durant les années 1860, elle fut fermée à la fin des années 1960 et transformée en tunnel routier. Elle a été la première ligne de funiculaire destinée au transport urbain au monde,.

## Histoire

### Chronologie
- 1er juin 1862 : inauguration
- 3 juin 1862 : mise en service
- 31 décembre 1967 : fermeture définitive

### Le projet

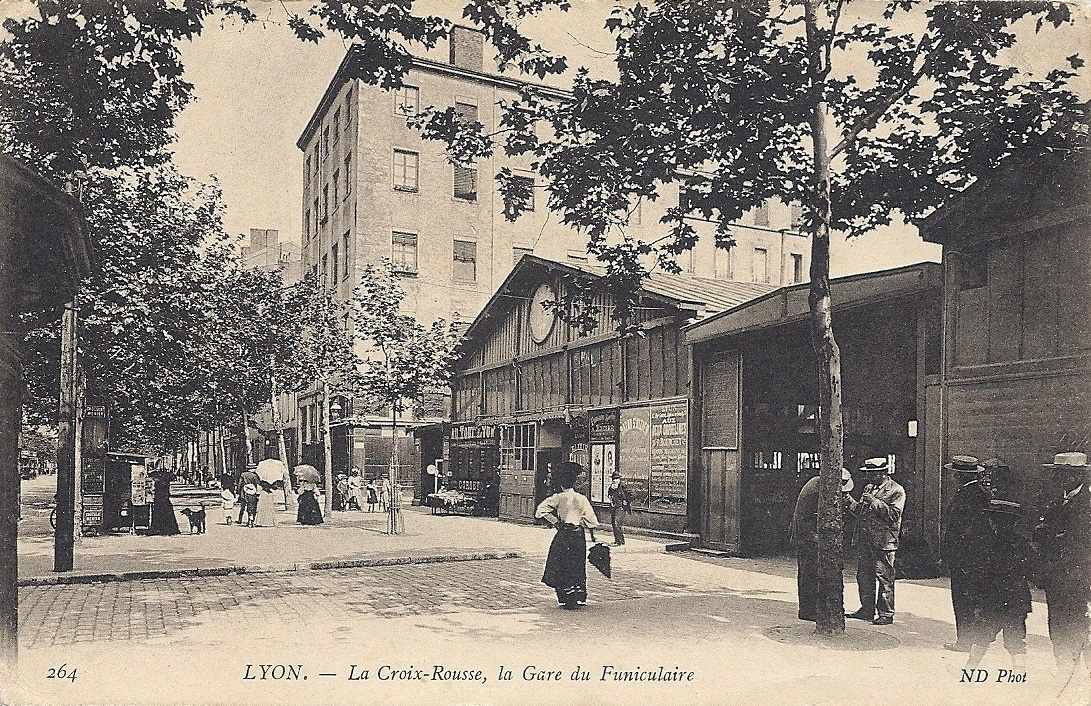
Station haute du funiculaire, sur le boulevard de la Croix-Rousse vers 1900

Rattaché à la ville de Lyon en 1852, le quartier de la Croix-Rousse est pénalisé dans sa liaison avec la ville de par son relief escarpé rendant le transport de marchandises, tractées par des animaux, long et coûteux.
Pour tenter de remédier à ce problème, les ingénieurs Léon Isidore Molinos (1828-1914) et Pronier décident d'utiliser un système composé d'un chemin de fer tracté par câble et entraîné par une machine à vapeur. Le temps de parcours est de trois minutes. La concession est directement accordée aux ingénieurs par l'État le 26 mars 1859, la loi sur les chemins de fer d’intérêt local n'existant pas encore. Le 27 juillet de l'année suivante, la Compagnie du chemin de fer de Lyon à la Croix-Rousse est créée et la concession lui est rétrocédée le 4 août.
Les travaux commencent le 5 mars 1860 et l'Empereur Napoléon III visite le chantier,. Des tests de freinage ont lieu avant la mise en service et mettent en évidence que les voitures à impériale sont beaucoup trop lourdes, l'une d'entre elles ira jusqu'à dérailler et causer des dégâts dans la gare inférieure.

### La ligne
Après suppression de l'impériale, les nouveaux tests sont concluants et permettent la mise en service de la ligne le 3 juin 1862 deux jours après son inauguration. La ligne est un succès, renforcée dès le 30 juillet 1863 par l'établissement de la gare terminale de la ligne de Lyon-Croix-Rousse à Trévoux de la Compagnie du Chemin de Fer de Lyon à Sathonay ; les deux lignes feront même gare commune à partir de 1867 et jusqu'en 1914, lorsque le passage à niveau est supprimé et la gare de chemin de fer déplacée de l'autre côté du boulevard.
La ligne transporte deux millions de voyageurs en 1863, quatre millions en 1880 et six millions en 1883,. Entre 1898 et 1905, la compagnie des Omnibus et tramways de Lyon (OTL) rachète la compagnie et intègre le funiculaire à son réseau, intégration approuvée le 29 juillet 1905. La compagnie OTL en profitera pour remplacer le matériel. En 1911, elle substitue une machinerie électrique à la machinerie à vapeur originelle. En 1891, le funiculaire de Croix-Paquet est ouvert et concurrence directement la ligne de la rue Terme sur le plan tarifaire avec son tarif de cinq centimes de Francs (un sou) au lieu de dix centimes (deux sous).
Les gares sont reconstruites plusieurs fois : la gare inférieure subit une première reconstruction au début du XXe siècle, le bâtiment en bois d'origine laissant place à un autre à colonnade qui est lui-même remplacé en 1928 par le central téléphonique Burdeau. La gare supérieure est quant à elle reconstruite une fois, en 1922, le bâtiment d'origine en bois laissant place à un bâtiment à charpente métallique.
La ligne ne subit pas de grandes transformations jusqu'à sa fermeture le 31 décembre 1967 par décision du Syndicat des transports en commun de la région lyonnaise (STCRL) pour cause de vétusté de l'installation. Le tunnel est dédié depuis au trafic routier,.

## Tracé et infrastructures

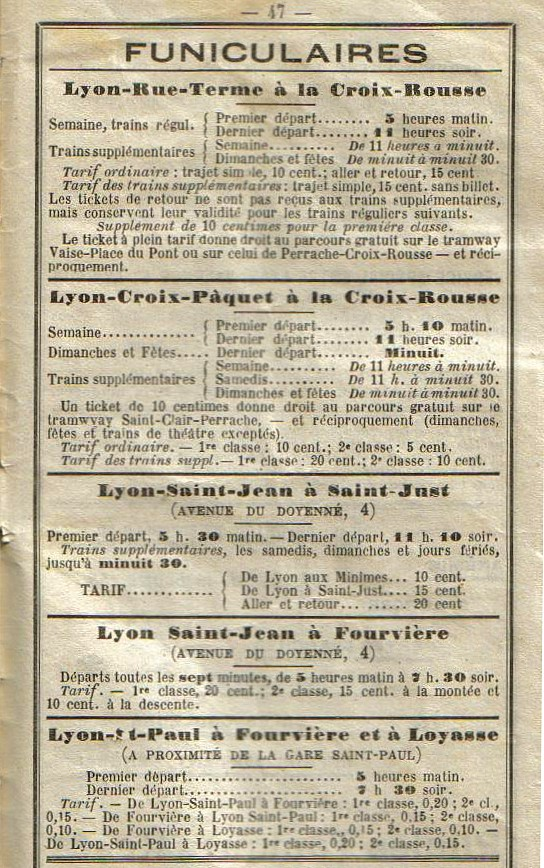
Tarification des funiculaires à l'été 1905.

### Tracé
La ligne était majoritairement souterraine et à double voie à écartement standard, sauf dans les stations où chaque voie se dédoublait. Elle mesurait 489 mètres de long pour un dénivelé de 16 %,.
La ligne naissait à proximité de la mairie du 1er arrondissement à l'intersection des rues du Jardin-des-Plantes et Terme et se finissait sur le boulevard de la Croix-Rousse, à côté de la gare de la ligne de Lyon-Croix-Rousse à Trévoux, et à l'ouest de la place de la Croix-Rousse et de la gare du funiculaire de Croix-Paquet via un tunnel entrecoupé de tranchées ouvertes construit parallèlement à la montée de la Grande-Côte.

### Matériel roulant
La ligne devait être équipée de six voitures à impériale, d'une masse à vide de 12 tonnes de 8,5 mètres de longueur et 2,8 mètres de large avec 54 places assises par voitures. L'impériale fut supprimée pour  alléger les voitures après les essais de freinage infructueux. La capacité était de 54 places assises par voitures pouvant former deux trains de trois voitures.
Deux ans plus tard, celles-ci furent remplacées par deux voitures plus légères de 80 places dont 12 assises, et deux remorques, attelées en fonction de la fréquentation, de 24 places assises en première classe et de 60 places dont 12 assises en deuxième classe,.
Elles furent remplacées en 1905 par deux voitures, disposant de 12 places assises en première classe et de 84 places, dont 26 assises, en deuxième classe, ainsi que de deux trucks destinés au transport de marchandises et ajoutés aux rames si nécessaires, puis systématiquement ensuite afin de transporter les voyageurs à vélo ou n'ayant pu monter dans la rame. Ce matériel restera en service jusqu'à la fin de la ligne avec comme seul changement notable le renouvellement des caisses des voitures en 1938.

### Stations

Stations selon époque
Station basse en bois, avant 1908.
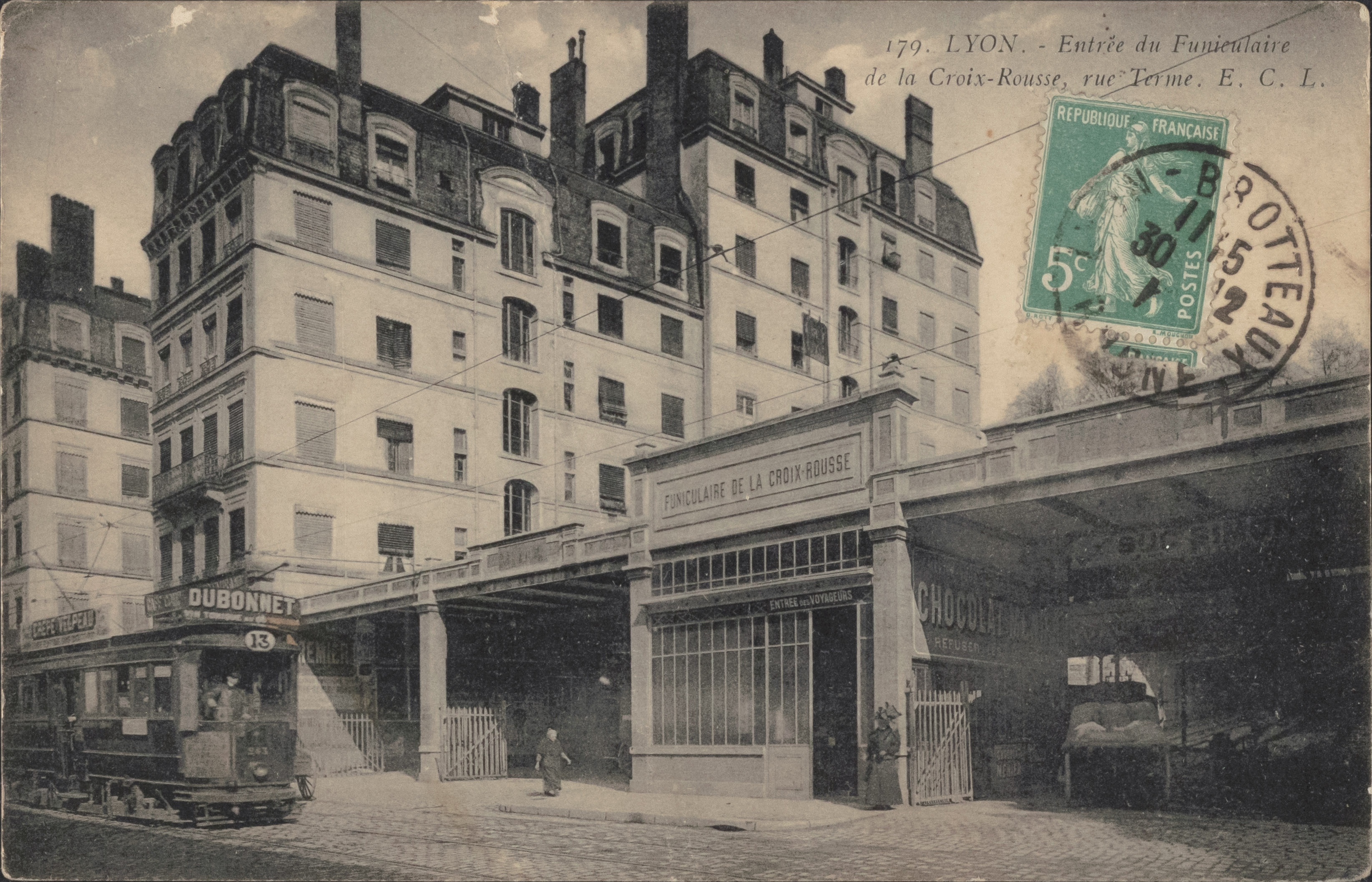
Station basse entre 1908 et 1928.
Descente des voyageurs en station basse.
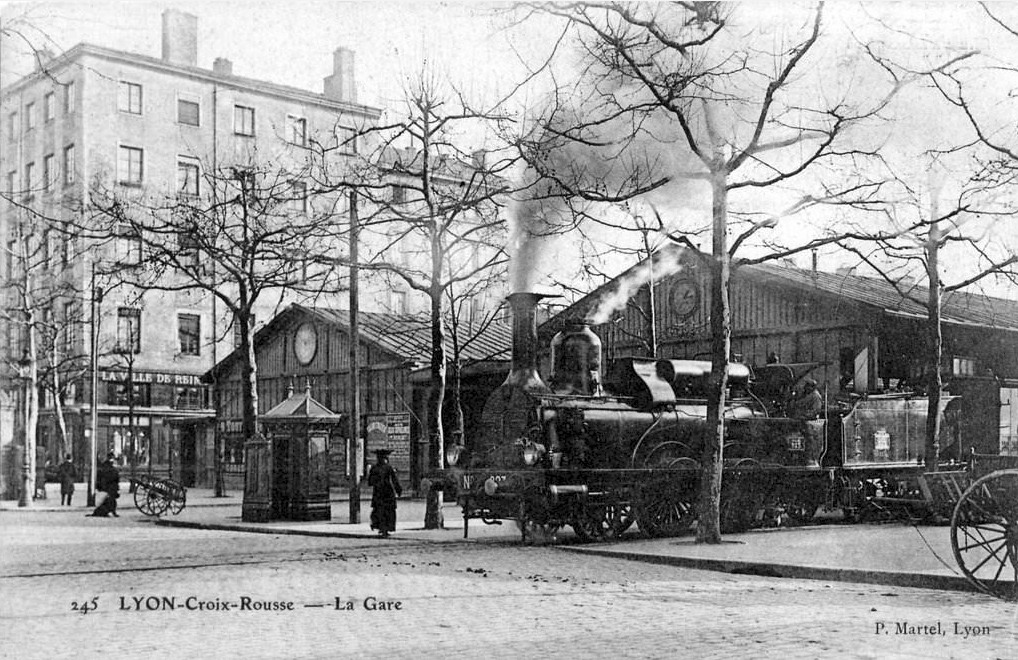
Station haute en bois, contiguë à la gare avant 1914.

### Vestiges

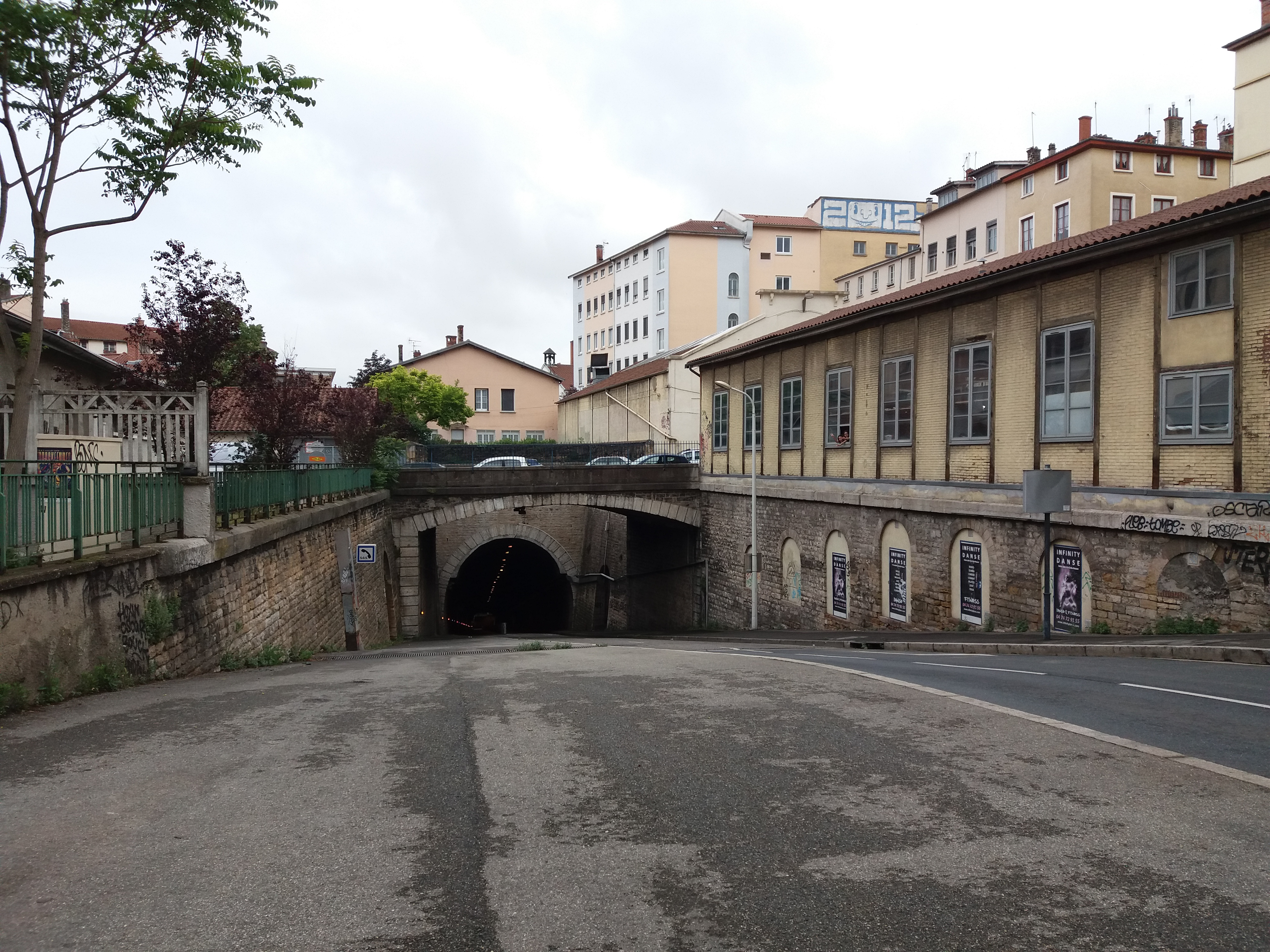
Tunnel de la rue Terme, depuis le boulevard de la Croix-Rousse.

En dehors du tunnel, reconverti en tunnel routier, le seul autre vestige est la gare inférieure ou plutôt l'immeuble construit en 1928 à la place de la gare inférieure originelle, relocalisée dans le rez-de-chaussée du nouvel ensemble, pour accueillir le central téléphonique dit « central Burdeau » dans le cadre de l'automatisation du réseau téléphonique de Lyon. Le central fut par la suite transformé pour accueillir le musée des télécommunications entre 1989 et 2002, puis fermé et laissé à l'abandon. L'immeuble entièrement réhabilité accueille depuis la rentrée 2015 l'École supérieure des arts et technologies de la mode (ESMOD).
Les tranchées aériennes ont été progressivement recouvertes, à commencer par celle entre la gare inférieure et le pont sur lequel se situait le carrefour des rues du Commerce et de la Cascade, renommées respectivement depuis en Burdeau et Lucien-Sportisse, recouverte lors de la construction du central, puis celle longeant l'amphithéâtre des Trois Gaules, recouverte lors de l'extension de l'école primaire des Tables-Claudiennes voisine, et enfin la tranchée située au nord de la rue Neyret, recouverte par un parking.

## Avenir de la ligne
Durant la campagne des élections municipales de 2008, le maire sortant Gérard Collomb a fait inscrire la réouverture du funiculaire pour en faire un remonte-pente pour les vélos, promesse de campagne qui n'a jamais été  tenue. En septembre 2013, des tests sont réalisés de nuit avec la navette sans conducteur Navya en promettant un essai en service commercial durant la Fête des Lumières et une mise en service mi-2014 mais là encore, ces annonces n'ont jamais été concrétisées,.